# 伊號第三潛艦
伊号第三潜水艦（いごうだいさんせんすいかん）是一艘日本海軍潜水艦。伊一型潜水艦（巡潜1型）的3号舰。1942年在向瓜达尔卡纳尔島的运送任务途中受到魚雷艇的攻击而沉没。

## 舰历
- 1923年（大正12年）11月1日 建造计划中的第76潜水舰
- 1924年（大正13年）11月1日 更名为伊号第三潜水舰。建造由川崎造船所进行，同日开工建造
- 1925年（大正14年）6月8日 下水
- 1926年（大正15年）11月30日 竣工。同日船籍编入横須賀鎮守府。配属至第二舰队第七潜水战队第二潜水中队
- 1937年7月28日 与伊1、伊2一同编入第一舰队第七潜水战队第一潜水中队
  - 8月21日 与伊1、伊2、伊4、伊5以及伊6一同为从四国的多度津运送军队到达上海的第一舰队陆奥、长门，第三舰队榛名和雾岛以及轻巡洋舰五十铃提供掩护
- 1941年11月16日 1200 在伊2的伴随下离开横须贺港前往夏威夷群岛
- 1941年12月1日 抵达距离欧胡岛300英里处。太平洋战争開始時配属至第六舰隊第二潜水战隊，珍珠港偷袭作战中在考艾岛周边海域执行监视任务。之后前往印度洋执行通商破壊任務并击沉輸送船1艘，重创1艘。
- 1942年（昭和17年）
  - 2月16日 到达帕劳，由富士山丸补充燃油
  - 2月17日 与伊2离开帕劳前往荷属东印度群岛
  - 3月14日 到达马来西亚槟城
  - 4月9日 回到科伦坡西南海域
  - 4月15日 与伊7一同到达新加坡
  - 4月21日 离开新加坡前往横须贺，于5月1日抵达
  - 6月10日 与伊1以及伊2 一同被重新配属至北方部队
  - 6月11日 离开横须贺港，与伊1、伊2、伊4以及伊7一同前往阿留申执行其第三次战争巡逻
  - 7月20日 被重新配属至先遣部队，同日收到命令离开横须贺前往其巡逻区域。8月1日回横须贺港修整。
  - 8月20日 第二潜水中队解散，伊3被重新分配至第一潜水中队
  - 9月8日离开横须贺港前往楚克，于当月15日到达。
  - 9月17日 离开楚克前往肖特兰，在布干维尔下锚
  - 9月24日 同伊1、伊2一道被重新调配至外南洋舰队（第八舰队）
  - 9月26日 抵达肖特兰，伊2与伊3的潜艇指挥官集体参加了一个任务会议研究如何将重型火炮运送给驻瓜达尔卡纳尔岛的大日本帝国陆军部队
  - 9月27日 0330 与伊2一同开始执行瓜达尔卡纳尔岛的供给任务
  - 10月3日~5日 伊3执行了三次不成功的从肖特兰到Wickham Anchorage, Vangun以及Viru Harbor, New Georgia的补给运输任务
  - 10月10日 伊3被重新配属至A巡逻组先遣部队
  - 10月15日 2040 当巡逻至圣克里斯托瓦尔东南偏南110英里处时，发现数艘巡洋舰，并向楚克发送了目击报告
  - 11月3日 回到楚克
  - 11月15日 被重新分配到B巡逻大队
  - 11月16日 小松海军中将召集潜艇舰长开会。其宣布，联合舰队司令官山本五十六大将命令潜艇部队组织对驻扎在瓜达尔卡纳尔岛的大日本帝国陆军第十七师进行的供给任务
  - 11月19日 离开楚克前往拉包尔，携带有20吨粮食和药品，于当月22日抵达。
  - 11月24日 离开拉包尔前往肖特兰，次日抵达。
  - 11月26日 离开肖特兰，开始第四次执行瓜达尔卡纳尔岛供给任务
  - 11月28日 到达Kamimbo Bay，卸载货物后离开
  - 11月30日 回到肖特兰，搭载新的货物和一艘新的驳船
  - 12月1日 离开肖特兰，开始第五次执行瓜达尔卡纳尔岛供给任务
  - 12月3日 日落后，伊3开始上浮至Kamimbo接触当地驻军，但在交货之前被鱼雷艇发现并被追逐
  - 12月5日 回到肖特兰
  - 12月7日 离开肖特兰，开始第六次执行瓜达尔卡纳尔岛供给任务
  - 12月9日、美国海軍魚雷艇「PT－59」的攻撃而沉没。自舰長以下90名船员战死、另有4名游泳至瓜岛并获救。
- 1943年（昭和18年）1月6日 户上一郎中校追授两级晋升为少将
  - 1月20日 除籍。

## 歴代艦長

### 艤装員長
1. 荻野仲一郎少校（1926年5月1日-）

### 艦長
1. 荻野仲一郎少校（1926年11月30日-）
2. 関野明少校（1928年1月15日-）
3. 道野清少校（1928年12月15日-）
4. 原田覚少校（1929年6月1日-）
5. 石崎昇中校（1932年12月1日-）
6. 魚住治策中校（1933年11月15日-）
7. 松村翠少校（1934年11月1日-）* 1935年11月15日起作为预备舰
8. 松尾義保少校（1936年12月1日-）
9. 石川信雄少校（1937年12月1日-）
10. 小林一中校（1938年11月15日-）
11. 井浦祥二郎少校（1939年4月24日-）
12. 木梨鷹一少校（1940年7月26日-）
13. 殿塚謹三中校（1940年11月5日-）
14. 戸上一郎中校（1942年5月20日-）

※省略预备舰时期的舰长